# ウンアヨン・アット・カイランマン
『ウンアヨン・アット・カイランマン』（タガログ語: Ngayon at Kailanman）は、フィリピンのテレビドラマ。ABS-CBNで2018年8月20日から2019年1月18日まで放送された。

## 登場人物
イノセンシオ「イノ」S.・コルテス
演：ジョシュア・ガルシア
エヴァ・マペンドー / アンジェラ・コルテス
演：ジュリア・バレット